# Sentiero di notte in Provenza
Il Sentiero di notte in Provenza, conosciuto anche come  Strada con cipressi e cielo stellato, è un dipinto del pittore olandese Vincent van Gogh realizzato nel 1890 e conservato nel Museo Kröller-Müller a Otterlo nei Paesi Bassi.
Il cielo notturno e la Luna in particolare sono in grado di impressionare persino un impressionista. Vincent van Gogh è rimasto molte volte a bocca aperta davanti alle stelle, e non ha esitato a rappresentarle in molte sue opere. Una di queste è la celeberrima Notte stellata.

## Descrizione

### Soggetto
Su questa tela è rappresentato, come suggerisce il nome, un sentiero in mezzo ai campi della Provenza. Lo percorrono una coppia di pedoni ed un carrettino trainato da un cavallo che ospita un piccolo gruppo di persone. In fondo a destra è visibile una casa dai tetti spioventi che sorge al limitare di un boschetto di cipressi. Il paesaggio è diviso da uno di questi alberi, situato lungo il sentiero, che si staglia nel cielo bluastro. Le macchie gialle a sinistra rappresentano probabilmente spighe di grano, che nel mese di maggio, in cui è stato dipinto il quadro, è quasi al culmine della sua crescita. All'orizzonte si scorgono della montagne, sormontate da nuvole basse e rade. Tutto il paesaggio è illuminato dalla luce delle stelle e della Luna, nella fase di falce crescente.

### Caratteristiche
"Sentiero di notte in Provenza" è un dipinto interessante tanto per gli scrittori quanto per gli astronomi. Il cielo, infatti, è stato rappresentato piuttosto precisamente, e sono visibili persino due pianeti: Mercurio e Venere. Quest'ultimo, anche detto "Stella della sera", è identificabile con l'astro poco luminoso che si trova sopra le nuvole, a sinistra. Mercurio, nei giorni in cui è stato dipinto, era molto vicino ad esso.
Le pennellate sono lunghe e ben visibili. Esse seguono l'andamento sinuoso del sentiero e formano un alone circolare ai bordi delle stelle e della Luna.
Come in ogni quadro di van Gogh possiamo notare una vasta gamma di colori che si uniscono a formare sorprendenti e realistiche sfumature.
Il paesaggio è stranamente molto illuminato, nonostante la luce naturale sia molto flebile. Se ne conclude che il pittore abbia utilizzato una fonte di luce esterna, magari proveniente da dietro.

### Significato
Secondo Kathleen Powers Erikson, Vincent Van Gogh potrebbe essere stato consapevole di essere prossimo alla morte. Per questo potrebbe aver dipinto la stella della sera e la Luna crescente in quanto simboli del vecchio e del nuovo che vengono separati dall'Obelisco della morte: il cipresso. Naomi Maurer, che concorda parzialmente con l'ipotesi prima citata, aggiunge che l'autore potrebbe aver rappresentato la vita degli uomini, identificabile con coppia di viandanti, "nel contesto dell'infinito e dell'eternità". La Luna crescente e la stella della sera potrebbero essere definite, invece, come il volto di un "Universo senziente e pieno di amore" che guarda alla Terra ed ai suoi abitanti dando a loro ed ai loro sentimenti una "Prospettiva cosmica" della vita.